# Beli Osăm, Loveci
Beli Osăm (în bulgară Бели Осъм) este un sat în comuna Troian, regiunea Loveci,  Bulgaria. 

## Demografie
Componența etnică a satului Beli Osăm
     Bulgari (97,29%)
     Nicio identificare (2,7%)
     Altele (0%)
La recensământul din 2011, populația satului Beli Osăm era de 703 locuitori. Din punct de vedere etnic, majoritatea locuitorilor (97,29%) erau bulgari. Pentru 2,7% din locuitori nu este cunoscută apartenența etnică.